# Walking in My Shoes
Walking in My Shoes – singel grupy Depeche Mode promujący album Songs of Faith and Devotion. Został również na 2 płycie kompilacji The Singles 86→98. Wersja singlowa różni się od oryginalnej brudniejszym dźwiękiem, szczególnie perkusji podczas zwrotek oraz krótszym intrem. Teledysk zrealizował Anton Corbijn. Ujęcia z nagimi kobietami zostały na potrzeby MTV zastąpione ujęciem zespołu w pozycji stojącej. B-Sidem został utwór "My Joy".

## Wydany w krajach
- Australia (MC, CD)
- Belgia (7", CD)
- Filipiny (7")
- Francja (7", 12", MC, CD)
- Hiszpania (12")
- Japonia (CD)
- Kanada (MC, CD)
- Niemcy (7", 12", MC, CD)
- Szwecja (7", CD)
- Unia Europejska (CD)
- USA (7", 12", MC, CD, CD promo, CD-R)
- Wielka Brytania (7", 12", 12" promo, MC, CD, CD promo)

## Informacje
- Nagrano w Hamburgu, Madrycie i Londynie w latach 1992–1993[1][2]
- Produkcja - Depeche Mode i Flood
- Teksty i muzyka Martin Lee Gore

## Twórcy
- David Gahan – wokale główne, sampler
- Martin Gore – gitara, chórki, sampler
- Alan Wilder – klawesyn, fortepian, gitara basowa, syntezator, automat perkusyjny, chórki, sampler
- Andrew Fletcher – syntezator, chórki, sampler

## WydaniaMute
- 7 BONG 22 wydany 26 kwietnia 1993
  1. Walking in My Shoes - 4:59
  2. My Joy - 3:56

- 12 BONG 22 wydany 26 kwietnia 1993
  1. Walking in My Shoes (Grungy Gonads Mix)
  2. Walking in My Shoes
  3. My Joy
  4. My Joy (Slow Slide Mix)

- P12 BONG 22 wydany 26 kwietnia 1993
  1. Walking in My Shoes (Grungy Gonads Mix) – 6:24
  2. Walking in My Shoes (7" Mix) – 4:59
  3. My Joy (7" Mix) – 3:56
  4. My Joy (Slow Slide Mix) – 5:11

- CD7 BONG 22 wydany 26 kwietnia 1993
  1. Walking in My Shoes - 4:59
  2. My Joy - 3:56

- CD BONG 22 wydany 26 kwietnia 1993
  1. Walking in My Shoes (7" Mix) – 4:59
  2. Walking in My Shoes (Grungy Gonads Mix) – 6:24
  3. My Joy (7" Mix) – 3:56
  4. My Joy (Slow Slide Mix) – 5:11

- LCD BONG 22 wydany 26 kwietnia 1993
  1. Walking in My Shoes (Extended 12" Mix) – 6:52
  2. Walking in My Shoes (Random Carpet Mix) – 6:34
  3. Walking in My Shoes (Anandamidic Mix) – 6:11
  4. Walking in My Shoes (Ambient Whale Mix) – 4:54

- C BONG 22 wydany 26 kwietnia 1993
  1. Walking in My Shoes - 4:59
  2. My Joy - 3:56

- D BONG 22 (promo CD) wydany 26 kwietnia 1993
  1. Walking in My Shoes - 4:59
  2. Walking in My Shoes - 4:59

- J BONG 22 (promo CD) wydany 26 kwietnia 1993
  1. Walking in My Shoes - 4:59
  2. Walking in My Shoes - 4:59

## Listy przebojów
| Lista (1993)                       | Najwyższa pozycja |
| ---------------------------------- | ----------------- |
| Australian Singles Chart           | 74                |
| Austrian Singles Chart             | 29                |
| Dutch Top 40                       | 36                |
| French Singles Chart               | 23                |
| German Singles Chart               | 14                |
| Irish Singles Chart                | 15                |
| Italian Singles Chart              | 9                 |
| Lista przebojów Programu Trzeciego | 1                 |
| Spain (AFYVE)                      | 6                 |
| Swedish Singles Chart              | 8                 |
| Swiss Singles Chart                | 26                |
| UK Singles Chart                   | 14                |
| US Billboard Hot 100               | 69                |
| US Billboard Modern Rock Tracks    | 1                 |